# Kościół świętych Cyryla i Metodego w Sahryniu
Kościół św. św. Cyryla i Metodego w Sahryniu – rzymskokatolicki kościół w Sahryniu, dawna cerkiew unicka, a następnie prawosławna pod tym samym wezwaniem.

## Historia
Cerkiew unicka w Sahryniu powstała w 1873. Już dwa lata później, po likwidacji unickiej diecezji chełmskiej, budynek przejął Rosyjski Kościół Prawosławny. Katolicy przejęli obiekt po I wojnie światowej; w 1923 stał się on kościołem parafialnym. W czasie II wojny światowej świątynia ponownie przeszła w ręce prawosławnych. 10 marca 1944, w czasie ataku Armii Krajowej na posterunek Ukraińskiej Policji Pomocniczej, po którym polskie oddziały zniszczyły wieś, budynek również został zniszczony. Po zakończeniu działań wojennych odnowiony i ponownie przekazany katolikom.